# Tim Waerniers
Tim Waerniers (29 juli 2008) is een Belgisch basketballer.

## Carrière
Waerniers speelde in de jeugd van BBC Hansbeke en Amon Jeugd Gentson. In 2024 maakte hij de overstap naar BC Oostende waar hij voor de tweede ploeg uitkwam. Hij speelde zijn eerste wedstrijd met de eerste ploeg in een oefenwedstrijd voor de start van het seizoen. Hij maakte in het seizoen 2024/25 ook zijn debuut in de BNXT League tegen Union Mons-Hainaut en de Basketball Champions League tegen CB Málaga.

## Erelijst
- Belgisch landskampioen: 2025